# Dorothy Lamb
Dorothy Lamb, MBE, auch Dorothy Brooke, Dorothy Nicholson und Lady Dorothy Brooke Nicholson (* 4. Oktober 1887 in Manchester; † 19. September 1967 in Ewhurst, Surrey) war eine britische Klassische Archäologin und eine der Pionierinnen ihres Faches im Vereinigten Königreich.
Dorothy Lamb war Tochter des Mathematikers und Physikers Horace Lamb und dessen Frau Elizabeth. Sie war eines von sieben Geschwistern, einer ihrer Brüder war der Maler Henry Lamb. Auch die Geschwister Helen und Walter waren an Geschichte und Archäologie interessiert und studierten diese Fächer an der University of Cambridge. Sie erhielt ihre Ausbildung zunächst an der Manchester High School und anschließend für ein Jahr an der 1896 neu geschaffenen Wycombe Abbey School. Von 1905 bis 1910 studierte sie am Newham College der University of Cambridge. In dieser Zeit gehörte sie einem Freundeskreis an, zu dem auch Dillwyn Knox gehörte. Den ersten Teil des Classical honours tripos schloss sie mit einer drittklassigen Note (third class) ab, den zweiten Teil mit der Bestnote (first class).
Gemeinsam mit Lilian E. Tennant, die ihr vom Sekretär der British School at Athens, John ff. Baker-Penoyre vorgestellt wurde, ging sie 1910/11 als Studentin an die British School at Athens. Auf Vermittlung von Jane Ellen Harrison hatte sie ein spezielles Stipendium für den Aufenthalt erhalten. Dort konnten sie nicht wie die männlichen Studenten in der Einrichtung leben, sondern mussten als Frauen Quartier in der Stadt nehmen. In Athen lernte sie beim Direktor der Schule, Richard MacGillivray Dawkins, dessen Stellvertreter Arthur Maurice Woodward sowie dem Assistenten des Direktors, Frederick William Hasluck. Ihr wurde die Bearbeitung der Terrakotten des Akropolismuseums übertragen. Die Bearbeitung der Bestände des Akropolismuseums waren der British School nach der guten Arbeit am Katalog des Museums von Sparta übertragen worden. Von April bis Mai 1911 nahm sie an Ausgrabungen in Phylakopi auf Melos teil. Gemeinsam mit Lillian Tennant und Hilda Lorimer war sie dabei die erste Frau bei einer Ausgrabung unter der Leitung der British School at Athens. Sie blieb auch nach ihrer Stipendienzeit an der British School, bis der Erste Balkankrieg die Ausgrabungen in Griechenland zum Stillstand brachte. Auf ihrer Rückreise nach England besuchte sie Paris und arbeitete im Louvre, um Vergleichsstücke für den Akropolis-Katalog identifizieren zu können. Der erste Band des Katalogs wurde mit dem Beitrag Lambs 1912 von Guy Dickins publiziert. Im selben Jahr ging Lamb für ein Jahr bis 1913 in die USA, wo sie am Bryn Mawr College lehrte. Zu dieser Zeit verschoben sich ihre Interessen von der griechisch-römischen Antike hin zur christlichen und islamischen Archäologie.
Mit Hilfe eines Mary Ewart Travelling Scholarship des Newham College konnte sie 1913 nach Griechenland zurückkehren, wo sie 1913 und 1914 an den Grabungskampagnen der American Archaeological Expedition in Melas teilnahm und im Frühjahr 1914 in Nafplio Material von den Ausgrabungen in Tiryns für Dickins' zweiten Band zu den Terrakotten im Akropolismuseum untersuchte. Die Arbeiten kamen durch den Ausbruch des Ersten Weltkriegs zum Erliegen und verzögerten sich durch Dickins’ Tod 1916 noch länger. Erst 1921 konnte der zweite Band, erneut mit Beiträgen Lambs, publiziert werden. Im Winter 1914 weilte sie in Rom, um dort christliche Mosaiken zu untersuchen und besuchte erneut Paris. Nach einem weiteren Aufenthalt in Griechenland reiste sie weiter nach Istanbul, wo sie sich dem Studium byzantinischer und ottomanischer Architektur widmete. Bei zwei Reisen durch Anatolien untersuchte sie insbesondere die Architektur der Seldschuken in Konya.
1916 kehrte Lamb nach England zurück, wo sie zunächst von 1916 bis 1918 als Assistentin im Ministry of Labour (Ministry of National Service), anschließend von 1918 bis 1920 im Ministry of Food arbeitete. Lamb wurde Sekretärin des London Committee Supreme Economic Council. 1919 wurde sie für ihre Leistungen als Member in den Order of the British Empire aufgenommen. 1920 heiratete sie den Beamten Sir John Reeve Brooke, nach dessen Tod 1937 im Jahr 1939 mit Sir Walter Frederick Nicholson erneut einen hohen britischen Beamten. 1946 wurde sie zum zweiten Mal Witwe. Nach dem Ersten Weltkrieg kehrte Lamb nicht mehr in die Feldarchäologie zurück, war aber weiterhin als Privatgelehrte tätig.

## Schriften
- mit Guy Dickens und Stanley Casson: Catalogue of the Acropolis Museum. Volume 1: Archaic Sculpture. Cambridge University Press, London 1912.
- Stanley Casson (Herausgeber): Catalogue of the Acropolis Museum. Volume 2. Cambridge University Press, London 1912. [Lamb bearbeitete den Teil zu den Terrakotten]
- Private Letters, Pagan and Christian. An Anthology of Greek and Roman Private Letters from the Fifth Century Before Christ to the Fifth Century of Our Era. W. P. Dutton, New York 1930.
- Pilgrims Were They All. Studies Of Religious Adventure In The Fourth Century Of Our Era. Faber and Faber, London 1937.